# Monteros de Espinosa
Monteros de Espinosa (с исп. — «Охотники из Эспиносы») — существовавший с 1006 года отряд телохранителей королей Испании. В настоящее время — одна из рот полка Королевской гвардии Испании.

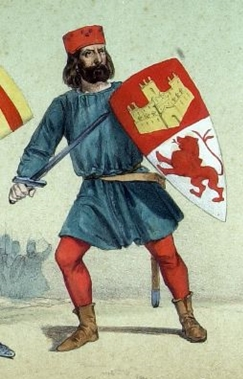
Средневековый телохранитель отряда Monteros de Espinosa

## История
Согласно легенде, отряд был основан в 1006 году в связи с тем, что оруженосец графа Кастилии Санчо Гарсии Санчо Пелаэс получил от него в дар в знак благодарности за хорошую службу и предотвращение коварного убийства графа земельные владения возле города Эспиноса-де-лос-Монтерос. Также этот оруженосец получил право для своих потомков быть в отряде телохранителей графов Кастилии. С тех пор этот отряд, который повсюду сопровождал графов Кастилии, набирался из жителей Эспиносы или его окрестностей (позднее это правило отменили). Эти телохранители были вооружены коротким мечом и лёгким щитом, то есть оружием, предназначенным для рукопашного боя в ограниченном пространстве помещений графского замка.
После создания единой Испании Monteros de Espinosa (или, как их ещё называли, monteros de cámara — «охотники палаты») стали телохранителями испанских королей. Отряд существовал до 1931 года, когда монархия в Испании была упразднена.
Но в 1975 году Monteros de Espinosa были возрождены, став одной из рот полка Королевской гвардии Испании.